# Изопсефия
Изопсефи́я (др.-греч. ἰσοψηφία; от ἴσος «равный» + ψῆφος «галька») — нумерологическая практика сложения числовых значений букв слова для нахождения итоговой суммы. Термин связан по происхождению с галькой и камешками, которые употреблялись древними греками для изучения арифметики и геометрии. В латинском языке подобные камешки именовались calculi, откуда calculare — считать.
Аналогичные системы: абджадия в арабском языке, акшара-санкхья в деванагари, гематрия в иврите.

## Числовые значения букв греческого алфавита
| Буква | Число | Название | транскрипция |
| Α α   | 1     | Альфа    | а            |
| Β β   | 2     | Бета     | б/в          |
| Γ γ   | 3     | Гамма    | г            |
| Δ δ   | 4     | Дельта   | д            |
| Ε ε   | 5     | Э псилон | э/е          |
| Ϝ ϝ   | 6     | Дигамма  | в/ф          |
| Ζ ζ   | 7     | Дзета    | дз           |
| Η η   | 8     | Эта      | э/е          |
| Θ θ   | 9     | Тета     | т            |
| Ι ι   | 10    | Иота     | и            |
| Κ κ   | 20    | Каппа    | к            |
| Λ λ   | 30    | Ламбда   | л            |
| Μ μ   | 40    | Ми/Мю    | м            |
| Ν ν   | 50    | Ни/Ню    | н            |
| Ξ ξ   | 60    | Кси      | кс           |
| Ο ο   | 70    | О микрон | о            |
| Π π   | 80    | Пи       | п            |
| Ϙ ϙ   | 90    | Коппа    | к/х          |
| Ρ ρ   | 100   | Ро       | р            |
| Σ σ ς | 200   | Сигма    | с            |
| Τ τ   | 300   | Тау      | т            |
| Υ υ   | 400   | И псилон | у            |
| Φ φ   | 500   | Фи       | ф            |
| Χ χ   | 600   | Хи       | х            |
| Ψ ψ   | 700   | Пси      | пс           |
| Ω ω   | 800   | О мега   | о            |
| Ϡ ϡ   | 900   | Сампи    | сс           |

## Примеры изопсефии

### ЭпиграммыЛеонида Александрийского
Поэт середины I века н. э. Леонид Александрийский писал стихотворения, в которых числовые значения букв дают одинаковую сумму в каждом из двух стихов  элегического дистиха или же в каждом из двух дистихов четверостишия.

### Абрасакс (Абраксас)
С гностицизмом связано представление о солярном божестве-демиурге Абрасаксе (в более поздней оккультной традиции — Абраксас), сумма букв имени которого (в обоих вариантах) равна числу дней в году — 365.

### Сарапис
В эллинистическом романе об Александре Македонском, написанном около III в. н. э., сказано, что по случаю отдания приказа о строительстве Александрии полководцу явился языческий бог, давший предсказание:

Город Александрия, который ты строишь, будет желанен для всего мира, и Я Сам буду охранять его. Когда ты будешь умирать, ты будешь жить здесь; жизнь в этом городе станет твоей могилой. Так тому и быть. Возьми две сотни, прибавь единицу, потом одну сотню и прибавь единицу, затем два раза по сорок, десять, а затем возьми первую цифру и сделай её последней. И ты узнаешь, как Я Бог.

Головоломка решалась следующим образом: 200 (Σ) + 1 (α) + ρ (100) + α (1) + π (2×40) + ι (10) + ς (200) = 592 или Σαραπις [Сарапис].

### Иисус
Когда Дева даст рождение Великому Богу, и на востоке взойдёт звезда среди бела дня, — это будет великий знак всем людям на земле. Тогда Сын Господа снизойдёт к людям в образе человеческом. Он обладает четырьмя гласными звуками и двумя одинаковыми безгласными; я скажу полное число его имени: восемь единиц, столько же десятков и восемь сот — вот что будет означать имя его неверующим.
— писания Сивиллы Кумейской (150 г. Р. Х.)
Имя Иисус на греческом языке записывается как Ιησους = 10 + 8 + 200 + 70 + 400 + 200 = 888.